# 吉牟田勲
吉牟田 勲（よしむた いさお、1930年1月31日 - 2015年7月27日）は、日本の税法学者。
長崎県佐世保市出身。1950年佐賀高等学校（旧制）卒、大蔵省主税局勤務、1977年税務大学校教授、筑波大学教授、1995年定年退官、日本大学国際関係学部教授、2001年東京経営短期大学教授。環境庁ナショナルトラスト研究会委員。

## 著書
- 『退職金』税務経理協会 1970
- 『改正法人税・新土地税制の早わかり』日本法令様式販売所 1973
- 『改正法人税の早わかり 付・会社臨時特別税法・改正法人税申告書』日本法令様式販売所 1974
- 『退職給与引当金』中央経済社 科目別税実務シリーズ 1984
- 『法人税法詳説』中央経済社 1984
  - 『新版法人税法詳説 立法趣旨と解釈』中央経済社 1991
- 『現代税務全集 13 引当金・準備金の税務』ぎょうせい 1988

### 共編著
- 『設備廃棄の税額控除のすべて 承認申請から減税手続まで』伊藤甫,関利男共著 税務研究会出版局 1966
- 『実例生命保険税務問答』編著 三成書房 1969
- 『最新土地税制の解説』有馬憲幸,十枝壮伍共編 大成出版社 1973
- 『民・商法と税務判断』日本税理士会連合会編 桜井四郎,竹下重人共著 六法出版社 1983-1988
- 『ECの協調と対立』松本博一共編著 高文堂出版社 1985
- 『法人税法総論』古市勇共著 財経詳報社 1985
- 『売上税法案の逐条解説 問答式』泉美之松共著 中央経済社 1987
- 『ECの調和と発展』編著 高文堂出版社 1989
- 『海外子会社の法律と税務』田代有嗣共著 商事法務研究会 1989
- 『新版現代法綱要 機能から構造』竹内雄一郎共編著 高文堂出版社 1989
- 『会社設立から更生までの手続と税務処理』小林健男,竹下重人共著 財経詳報社 1994
- 『法人税難解用語の解釈』山本守之共編 守之会著 新日本法規出版 2001
- 『税務会計学辞典』成道秀雄共編著 中央経済社 2002

### 翻訳
- 英国工業連盟編著『西ヨーロッパの税制 経営者のための手引き』房野夏明共訳 日本租税研究協会 租研シリーズ 1968

## 論文
- <吉牟田勲